# Широкопёрые акулы
Широкопёрые акулы (лат. Lamiopsis) — род акул семейства Carcharhinidae. Ранее к роду относили единственный вид Lamiopsis temminckii, однако Lamiopsis tephrodes был поднят до ранга вида, таким образом, к роду в настоящее время относят 2 вида. Эти довольно редкие акулы обитают в водах Индо-Тихоокеанской области. Изредка и в небольшом количестве попадают в донные и плавучие жаберные сети местных рыбаков. Мясо используют в пищу, плавники сушат, а из жира печени производят витамины.
Живородящий вид акул. Максимальный размер взрослых акул не превышает 168 см. Рацион, вероятно, состоит из небольших костистых рыб и беспозвоночных. Не представляет опасности для человека.

## Систематика
- Lamiopsis temminckii (J. P. Müller & Henle, 1839) — Широкопёрая акула
- Lamiopsis tephrodes  (Fowler, 1905)